# Uferkurzflügler
Der Uferkurzflügler (Paederus littoralis), auch als Gemeiner Uferräuber bekannt, ist eine Art aus der Familie der Kurzflügler.

## Merkmale
Die Käfer werden etwa acht Millimeter lang (von 7,5 bis 8,5 Millimeter). Die Zugehörigkeit zur Gattung Paederus ist an der charakteristischen Färbung leicht erkennbar: Der Kopf ist schwarz, das in Aufsicht runde Pronotum rot gefärbt. Es folgen die sehr kurzen Flügeldecken, die metallisch dunkelblau glänzen und leicht granuliert sind. Die ersten vier sichtbaren Hinterleibsringe sind wieder rot, während das hintere Ende des Abdomens wieder schwarz ist. Die Beine sind gelb, die Spitzen der Schenkel und manchmal die äußeren Tarsenglieder sind geschwärzt. Die Fühler sind gelb, zur Spitze hin unscharf und undeutlich verdunkelt. Von anderen Arten der Gattung sind sie (in Mitteleuropa) an folgenden Merkmalen unterscheidbar: Die Flügeldecken sind sehr kurz, deutlich kürzer als der Halsschild, und nach hinten nicht erweitert. Der Halsschild ist an den Seiten deutlich gerandet. Für eine sichere Artbestimmung ist die Untersuchung der Form des Aedeagus des Männchens erforderlich (nur nach Präparation sichtbar).

## Taxonomie
Die Gattung Paederus umfasst mehr als 600 Arten, von denen 13 in Europa vorkommen. Die taxonomische Gliederung der umfangreichen Gattung ist schwierig und von verschiedenen Forschern sind unterschiedliche, teilweise einander widersprechende Systeme aufgestellt worden. Paederus littoralis gehört nach der Systematik des Entomologen Otto Scheerpeltz, die vor allem auf der Form des Aedeagus des Männchens aufbaut, zur Untergattung Dioncopaederus.

### Unterarten
- Paederus littoralis littoralis Gravenhorst, 1802[3]
- Paederus littoralis ilsae Bernhauer, 1932[4]

Die Unterart Paederus littoralis ilsae wird von den meisten Forschern als eigene Art Paederus ilsae aufgefasst, wie bereits in der Originalbeschreibung durch Max Bernhauer vorgeschlagen. Nach neueren Untersuchungen ist der Name ein Synonym von Paederus fuscipes Curtis.

### Synonyme
Die Fauna Europaea listet folgende Synonyme:
- Paederus confinis Zetterstedt, 1838[6]
- Paederus finisterrae Illiger, 1807[6]
- Paederus geniculatus Peyron, 1858 (Homonym)[6]
- Paederus moses Saulcy, 1864[6]
- Paederus strictus Baudi, 1869[6]
- Paederus vulgaris Miller 1853[6]
- Poederomorphus pedoncularius Gautier des Cottes, 1862[6]

## Vorkommen
Die Tiere sind in Süd- und Mitteleuropa verbreitet, sie kommt nach Osten bis West-Sibirien vor. Aus Afrika ist die Art nur aus Algerien bekannt. Im Südosten erreicht ihre Verbreitung Zypern, die Türkei und den Iran. Man findet sie häufig an Gewässerufern und auf Feuchtwiesen, vor allem auf Lehmboden. Vor allem im Norden ihres Verbreitungsgebiets werden sie auch in trockenwarmen Biotopen gefunden.

## Lebensweise
Die tagaktiven Tiere laufen flink in der Gegend umher, während sie sehr kleine Schnecken und Insektenlarven jagen, daneben wird auch pflanzliche Kost genutzt. Beim Laufen strecken sie ihren Hinterleib nach oben. Bei Gefahr spreizen die Tiere ihre Kieferzangen und strecken ihren Hinterleib nach vorne, um den Feind einzuschüchtern. Sie sind aber auch in der Lage, aus den Pygidialdrüsen am Ende des Abdomens eine ätzende Flüssigkeit zu verspritzen. Die Larven leben an Ufern von Gewässern unter Pflanzenteilen, wo sie auf Jagd nach Kleintieren gehen. Nach zwei Larvenstadien verpuppen sich die Tiere im Boden. Aus der Puppe schlüpft der fertige Käfer.

## Medizinische Bedeutung
Wie andere Arten der Gattung, kann diese Art eine entzündliche Dermatitis auslösen. Die giftige Hämolymphe der Tiere, die das zu den Amiden gehörende Gift Pederin enthält, löst eine heftige Hautreizung aus. Gelangt es in die Augen, kann es zu zeitweiligem Erblinden führen. Dies ist vor allem ein Problem, wenn die Tiere zerquetscht werden, was vor allem Nachts geschieht, wenn sie in warmen Nächten fliegend vom Licht angelockt in menschliche Wohnungen einfliegen. Schädigungen sind vor allem in wärmeren Ländern ein Problem.